# Me Time - Un weekend tutto per me
Me Time - Un weekend tutto per me (Me Time) è un film del 2022 diretto da John Hamburg.
Di genere commedia, il film ha per protagonisti Kevin Hart e Mark Wahlberg ed è stato distribuito su Netflix a partire dal 26 agosto 2022.

## Trama
Sonny Fisher è un padre e marito che si dedica interamente ai suoi figli, tuttavia si ritrova con una settimana che può dedicare solamente a sé stesso, in quanto la moglie Maya e i figli Dash e Ava passano la settimana fuori. Seppure esitante, Sonny si ritrova a rincontrare il suo vecchio amico Huck, un tipo amante del divertimento e delle feste, che non vede da tre anni, ritrovandosi immediatamente in un'avventura con lui che rischia di mettere a soqquadro la sua vita di ogni giorno.
Huck infatti è un uomo che non bada a spese, ma che si scopre essere in debito con un losco uomo di affari, Stan Berman. I due allora, dopo aver inizialmente passato una giornata in un deserto con una folta compagnia a festeggiare, si trovano di fronte alla realtà di Huck di essere indebitato e perseguitato. Nel frattempo sopraggiunge anche la gelosia di Sonny nei confronti di un amico di sua moglie Maya, che sembra voler passare del tempo con lei. I due quindi cercano vendetta in una serie di esilaranti avventure, per poi accorgersi che l'amicizia è il valore più importante di tutti.

## Produzione
Le riprese del film sono iniziate nel febbraio 2021. Il film è stato girato ai Sunset Gower Studios di Hollywood. Nel settembre del 2021 c'è stato un incidente sul set, in quanto un tecnico è caduto da un'altezza di 9 metri in punto vicino al palco, rimanendo seriamente ferito.
Il film vede anche un cameo del cantante britannico Seal, che compare nel ruolo di sé stesso cantando la canzone Crazy in coppia con Kevin Hart nel giardino di casa sua.

## Distribuzione
Il film è stato distribuito il 26 agosto 2022 su Netflix.

## Accoglienza
Il film ha ricevuto un 6% di recensioni positive su 35 recensioni totali sul sito Rotten Tomatoes. È stato giudicato sia in modo negativo, sia in modo positivo.